# Georg Albert Dorschfeldt
Georg Albert Dorschfeldt (* 3. November 1889 in Stettin; † 20. August 1979 in Immenstadt) war ein deutscher Maler und Hochschullehrer. Der Schüler von Lovis Corinth lebte nach langen Studienreisen und Auslandsaufenthalten vor allem in Berlin und im Allgäu. Er wurde für seine üppigen Blumenbilder und Porträts bekannt.

## Leben
Georg Albert Dorschfeldt wurde am 3. November 1889 als Sohn eines Schildermalers und einer aus Stettin stammenden Mutter geboren.
Nach dem Abitur besuchte er die Malschule von Lovis Corinth und studierte Malerei und Kunstgeschichte an den Kunstakademien in Berlin, München und der angesehenen privaten Académie Julian in Paris.
Während des Ersten Weltkrieges setzte er seine Ausbildung mit Studienreisen in zahlreiche Länder der Welt fort. An Stationen sind hier zu nennen: die westindischen Inseln und Jamaika, Südamerika, Ceylon, Vorderindien (Kalkutta), Nordafrika, Türkei, Griechenland und die ägäischen Inseln, Spanien und Frankreich (Paris). Nach dem Krieg ließ er sich in Berlin nieder. In den Jahren 1930 und 1931 hielt er sich in New York auf.
1935 erhielt er den Professorentitel und lehrte an der bedeutenden und traditionsreichen  Kunstgewerbeschule Magdeburg.
Nachdem er gegen Kriegsende in Berlin seine Frau und durch einen Bombenangriff seine gesamte Habe verloren hatte, floh er ins Allgäu, das er schon in den 30er Jahren als Urlaubsziel schätzen gelernt hatte. Die amerikanischen Streitkräfte verhafteten den in Uniform und angeblich mit einem geheimen militärischen Auftrag auftauchenden Dorschfeldt und hielten ihn 4 Monate in den Gefängnissen von Sonthofen und Garmisch fest.
Dorschfeldt war über die Stationen Liebenstein und Nesselwang mit seiner aus dem Allgäu stammenden zweiten Frau 1946 nach Sonthofen gekommen und verdiente seinen Lebensunterhalt unter anderem mit dem Bemalen von Bauernmöbeln. Zwei Jahre führte er auch ein Café mit Bar, in der er abends die Gäste – vorwiegend Amerikaner – mit seinem Klavierspiel unterhielt.
Schließlich konnte er sich dank seiner Kunstkontakte nach Stuttgart und München sowie zu früheren Kunden aus Berlin wieder intensiv der Malerei zuwenden. Regional und lokal trat er mit Kunstwerken an öffentlichen Gebäuden in Erscheinung.
1970 reiste der mittlerweile 80-Jährige auf Einladung der Firma Thyssen, die Bilder von ihm erworben hatte, noch einmal nach Berlin.
Seine angegriffene Gesundheit machte ihm bereits zu schaffen. Dorschfeldt starb 9 Jahre darauf, bis fast zum letzten Tag malend, im Krankenhaus Immenstadt.

## Werke
Dorschfeldt malte vor allem Blumen, auch Landschaften, Porträts, südländische Szenen und Akte. Experten erkennen in Dorschfeldts opulenten Blumensträußen den Einfluss seines Lehrers Corinth.
1935 erhielt Dorschfeldt den Auftrag für vier Teppichentwürfe für das „Haus der Flieger“ (heute Abgeordnetenhaus) in Berlin sowie Fresken in den Berliner Markthallen. In den 30er Jahren waren seine Werke auf Ausstellungen der Berliner Akademie, an der Großen Berliner Kunstausstellung, im Haus der Kunst in München, auch in Wiesbaden, Stockholm und Paris zu sehen. Ab 1938 gehörte er dem Pankower Künstlerkreis an.
Im Allgäu, seiner späteren Heimat, malte er 1943 eine Ölbilder-Folge von „Bergrevieren mit Hirten und Bauern“.
Ab den 50er Jahren schuf Dorschfeldt in seinem Sonthofener Atelier Porträts, Blumenstillleben, Jagdszenen und Landschaften im Auftrag von Kunden aus den Räumen Stuttgart, München und Berlin. Auch auf Ausstellungen war er eher außerhalb des Allgäus zu sehen.
In Sonthofen gestaltete er 1960 ein aus 4 Elementen bestehendes Wandfresko an der Realschule, für die Volksschule ein Kinderpaar aus Ton, in der evangelischen Kirche war er wie in Furtwangen als Restaurator tätig. Im Ifenhotel erinnert ein großes Wandbild im Speisesaal an Dorschfeldt.
Die regional bedeutsame Kunstausstellung Die Große Südliche 2008 ehrte posthum den großen Sonthofener Künstler.